# Сан-Рафаэль (Чили)
Сан-Рафаэль (исп. San Rafael) — посёлок в Чили. Административный центр одноимённой коммуны. Население — 3 482 человека (2002). Посёлок и коммуна входят в состав провинции Талька и области Мауле.
Территория — 263,5 км². Численность населения — 9 191 жителя (2017). Плотность населения — 34,9 чел./км².

## Расположение
Посёлок расположен в 18 км к северо-востоку от административного центра области города Талька.
Коммуна граничит:
- на севере — c коммунами Саграда-Фамилиа, Молина
- на востоке — с коммуной Рио-Кларо
- на юге — c коммунами Талька, Пеларко
- на западе — c коммуной Пенкауэ

## Демография
Согласно сведениям, собранным в ходе переписи 2017 г  Национальным институтом статистики (INE),  население коммуны составляет:
| Полное население                          | Полное население                          | Полное население                          | Полное население                          | Полное население                          | 9 191 |
| ----------------------------------------- | ----------------------------------------- | ----------------------------------------- | ----------------------------------------- | ----------------------------------------- | ----- |
| в том числе:                              | Городское население                       | 4 968                                     | Процент городского населения, %           | 54,05                                     |       |
|                                           | Сельское население                        | 4 223                                     | Процент сельского населения, %            | 45,95                                     |       |
|                                           | Мужское население                         | 4 569                                     | Процент мужского населения, %             | 49,71                                     |       |
|                                           | Женское население                         | 4 622                                     | Процент женского населения, %             | 50,29                                     |       |
| Плотность населения, чел/км²              | Плотность населения, чел/км²              | Плотность населения, чел/км²              | Плотность населения, чел/км²              | Плотность населения, чел/км²              | 34,9  |
| Население коммуны в % к населению области | Население коммуны в % к населению области | Население коммуны в % к населению области | Население коммуны в % к населению области | Население коммуны в % к населению области | 0,88  |